# Osvaldo Bailo
Osvaldo Bailo (Serravalle Scrivia, Piemont, 12 de setembre de 1912 - Serravalle Scrivia, 28 de febrer de 1997) va ser un ciclista italià, que fou professional entre 1934 i 1947. En el seu palmarès destaquen algunes semiclàssiques italianes, com el Giro de l'Emília, el Giro de Romanya o el Giro del Laci i el fet de portar la maglia rosa durant dues etapes al Giro d'Itàlia de 1940.

## Palmarès
- 1934
  - 1r a l'Alessandria - Fegino
- 1935
  - Vencedor d'una etapa del Gran Premi Journal de Niça
- 1937
  - 1r al Giro de Romanya
  - 1r a la Coppa Guttalin
- 1938
  - 1r a la Coppa Zucchi
  - 1r al Trofeu de l'Imperi
- 1940
  - 1r al Giro d'Emília
- 1941
  -  Campió d'Itàlia independent
  - 1r al Giro de les Marques
  - 1r al Gran Premi d'Ancona
- 1942
  - 1r al Giro del Laci
  - 1r al Circuit del Lario
- 1946
  - 1r a la Coppa Bernocchi
  - 1r al Tour del Nord-oest

### Resultats al Giro d'Itàlia
- 1934. Abandona (3a etapa)
- 1935. Abandona (9a etapa)
- 1936. Abandona (6a etapa)
- 1938. Abandona (3a etapa)
- 1940. Abandona (8a etapa).  Porta la maglia rosa durant 2 etapes